# Abdul Hakim
Abdul Hakim – miasto w Pakistanie, w prowincji Pendżab. W 2017 roku liczyło 57 680 mieszkańców.